# Perfect Symmetry (álbum de Keane)
Perfect Symmetry é o terceiro álbum de estúdio da banda britânica Keane, lançado em 13 de Outubro de 2008, no Reino Unido. O título do álbum foi lançado em 31 de Julho de 2008. O gênero de Perfect Symmetry é diferente dos primeiros álbuns da banda (que foram rock piano), onde a mesma se foca no estilo synthpop,utilizando também a guitarra entre os instrumentos,que não estava presente nos primeiros álbuns. O álbum foi o mais questionado da banda,por ter um estilo diferente de Hopes and Fears e Under The Iron Sea.
A capa do álbum foi revelada a 5 de Setembro. Tim Rice-Oxley explicou que as imagens da banda são maiores do que fotografias de esculturas de tamanho natural dos membros da banda, feitas pelo artista coreano Osang Gwon. Ficou implícito que essas esculturas formaram a base da imagem do álbum e de promoção até a data de lançamento.

## Faixas
Todas as faixas escritas e compostas por Keane. 
| N.º            | Título                         | Producer(s)          | Duração |  |
| 1.             | "Spiralling"                   | Keane                | 4:19    |  |
| 2.             | "The Lovers Are Losing"        | Keane                | 5:04    |  |
| 3.             | "Better Than This"             | Keane                | 4:03    |  |
| 4.             | "You Haven't Told Me Anything" | Keane, Jon Brion^    | 3:47    |  |
| 5.             | "Perfect Symmetry"             | Keane                | 5:12    |  |
| 6.             | "You Don't See Me"             | Keane                | 4:03    |  |
| 7.             | "Again and Again"              | Keane, Stuart Price* | 3:50    |  |
| 8.             | "Playing Along"                | Keane                | 5:35    |  |
| 9.             | "Pretend That You're Alone"    | Keane                | 3:47    |  |
| 10.            | "Black Burning Heart"          | Keane, Stuart Price* | 5:23    |  |
| 11.            | "Love Is the End"              | Keane                | 5:37    |  |
| Duração total: | Duração total:                 | Duração total:       | 50:43   |  |

## Singles
O primeiro single do álbum foi "The Lovers Are Losing", lançado em 20 de outubro de 2008. O segundo foi "Perfect Symmetry", lançada em 29 de dezembro 2008.
Em março de 2009, "Better Than This" foi o último single lançado. Alguns desses singles contém músicas que não foram parte do álbum.